# Іспанська година (фільм)
«Іспанська година» («Испанский час») — радянський телефільм 1988 року, знятий режисером Віктором Окунцовим на студії «Лентелефільм».

## Сюжет
Комічна опера на музику Моріса Равеля. У Раміро неприємність — зламався старовинний дідівський годинник, фамільна коштовність. Погонич мулів сподівається на майстерність досвідченого Торквемади. Однак годинникар не може зайнятися клієнтом: сьогодні четвер — день, коли він оглядає та регулює міський годинник. Оскільки він має відлучитися, Раміро доведеться почекати. Молоденька Консепсіон, дружина Торквемади, не на жарт стривожена словами чоловіка. Адже четвер — єдиний день тижня, коли, за відсутності старого, вона може зустрітися зі своїм коханим.

## У ролях
- Михайло Єгоров — Торквемада, годинникар
- Любов Казарновська — Консепсіон, дружина годинникаря
- Костянтин Плужников — Гонсальве, поет
- Валерій Алексєєв — Раміро, погонич мулів
- Михайло Кіт — Дон Ініго

## Знімальна група
- Режисер — Віктор Окунцов
- Сценарист — Юрій Александров
- Оператор — Олександр Нікольський
- Художник — Володимир Лебедєв